# Rynarcice (przystanek kolejowy)
Rynarcice – przystanek kolejowy w województwie dolnośląskim we wsi Rynarcice. 

## Ruch pasażerski
| Rok  | Wymiana pasażerska na dobę |
| ---- | -------------------------- |
| 2017 | –                          |
| 2022 | 20-49                      |

## Eksploatacja
Przystanek jest obecnie używany w ruchu pasażerskim od grudnia 2019 roku.